# Idioma yuchi
El yuchi es una lengua indígena de América hablada por los yuchis de Oklahoma. Se trata de una lengua aislada. En 1972 quedaban unos 500 indios yuchi, aunque solo un 35% de ellos hablaba fluidamente la lengua.

## Historia
Parece que en el siglo XVI los yuchis se localizaban al oeste de los Apalaches y al este de Tennessee. Los yuchi migraron desde Georgia hasta su ubicación actual en Sapulpa (Oklahoma) durante la gran expulsión de indios entre 1836-1840.

## Clasificación
Comúnmente se considera una lengua aislada. Aunque se han propuesto numerosos parentesco con otras lenguas, ninguna de estas propuestas tiene un apoyo firme. Sapir (1921, 1929) lo relacionó con su filo sioux-hokano; Elmendorf (1964) trató relacionarlo con las lenguas yuki-wappo de California. Crawford al igual que otros autores considera que existe una prometedroa hipótesis de relación con las lenguas sioux, aunque por el momento la evidencia es insuficiente para concluir que efectivamente existe un parentesco fuera de toda duda.

## Descripción lingüística
El yuchi no tuvo una ortografía establecida hasta la década de 1970, cuando James Crawford y Addie Georged crearon una transcripción fonética que hoy es usada por los yuchis para escribir su lengua. Desde el punto de vista de la tipología lingüística, el yuchi parece ser una lengua aglutinante en la que un número considerable de morfemas se unen para construir productivamente nuevas palabras. El orden básico es SOV
Además la lengua usa clíticos y fonemas conocidos como "partículas" para expresar una variedad de categorías que incluyen posesivos, casos, locativos, instrumentales, simulativos, ablativos y demostrativos. También existen partículas monosilábicas para usos locativos y adverbiales con un significado muy general, que junto con otras partículas pueden tener un significado totalmente diferente al original.
El Yuchi tiene un sistema pronombres de tercera persona peculiar. Para referirse a personas yuchis, la tercera persona se conoce como lehénu, y se divide en una forma masculina (lesséno) y una femenina (léno). En cambio para personas no-yuchis, la forma usada es una forma despectiva que es lewénu ("ellos, esos"). Esta peculiaridad está relacionada con cómo se han visto históricamente los yuchis como una tribu singular, que históricamente ha estado muy aislada